# Gynura bicolor
Gynura bicolor, hongfeng cai, espinaca de Okinawa o gynura comestible, es un miembro de la familia del crisantemo (Asteraceae). Es originaria de China, Tailandia y Myanmar, pero se cultiva en muchos otros lugares como vegetal y hierba medicinal.
Hay dos tipos: uno que es verde en ambos lados, y otro con hojas que son verdes en la parte superior y púrpura en la parte inferior. Ambos tipos se consideran vegetales medicinales. Gynura bicolor es perenne y, por lo tanto, se encuentra a la venta durante todo el año; Sin embargo, el invierno y la primavera es el mejor momento

## Usos
Gynura bicolor es rico en hierro y potasio, calcio, vitamina A, etc. De acuerdo con la clasificación de alimentos chinos, Gynura bicolor es un alimento "fresco", por lo que las hojas se saltean con aceite de sésamo y jengibre (ambos alimentos calientes) para lograr un equilibrio. Los tallos y las raíces de la planta también pueden convertirse en té hirviéndolos con agua. Elija hojas con pocos hematomas y sin manchas negras. En Japón, Gynura bicolor se come como vegetales locales en Ishikawa, Kumamoto y Okinawa y así sucesivamente, se blanquea ligeramente y se sirve con ponzu, como ingrediente de la sopa de miso o tempura.

## Propagación
Se propaga fácilmente por esquejes

## Toxicidad
Un estudio reciente ha detectado la presencia de alcaloides de pirrolizidina, tóxicos para el hígado humano en Gynura bicolor y Gynura divaricata . También se ha detectado una débil actividad citotóxica lo que implica que debe utilizarse con precaución.